# Prochoerodes fleximargo
Prochoerodes fleximargo là một loài bướm đêm trong họ Geometridae.